# Ráró vára
Ráró vára a Győr-Moson-Sopron vármegyei Ásványráró rárói részén állt. Első említése a 16. század elejéről való. Kis alapterületű vár volt, a magyar történelemben nem játszott szerepet. 1748-ban már kastélyként említik a források, 1890-ben lebontották. A felszínen maradványai nem láthatóak, helyén út és házak épültek.

## Története

### Ráró vára
1293-ban említik "Raro" várát, melyet a német-római császár csapatai szálltak meg, de a magyarok visszafoglalták. Régebben Ráró váraként azonosították, de napjainkban a történészek szerint ez az alsó-ausztriai Rohrau várának említése. Ráró váráról az első hiteles adat az 1500-as évek elejéről van, amikor II. Ulászló  a Héderváry család rárói várnagyának, Majsa Miklósnak két jobbágytelket adományozott.
Feltehetőleg ez időpont előtt építette a kis alapterületű várat a Héderváry család. Furcsa a vár helyének kiválasztása, hiszen pár kilométerre, Héderváron ebben a korban a családnak vára és várkastélya is volt. A vár a mellette elterülő Ráró községről kapta a nevét, melyet már 1372-ben említenek a források.
1526. július 19-én II. Lajos laki Bakith (Bakics) Pálnak, s testvéreinek Péternek, Demeternek, Mihálynak adományozta a hűtlenségbe esett Héderváry Ferenc szigetközi birtokait, így Rárót is.
Miután Lak várát a török elfoglalta, a Bakith család a rárói várba költözött. Ez a kor a vár fénykora. A Bakith család birtokai elérték a Héderváry birtokok nagyságát, politikai hatalmuk viszont jelentősebb volt náluk. A vár volt a család birtok központja. 1531-1540 közt Enyingi Török Bálint Rárót elrontotta, elpusztította. Valószínű, hogy itt a község pusztulásáról van inkább szó.
1534 decemberében Bakith Pál leromboltatta a hédervári várat és kastélyt. A vár köveit elhordatta, s Rárón tornyot építtetett belőle. 1537. október 9-én hősi halált halt a várúr Bakith Pál a diakovári csatában. 1543. február 26-án Thot Mihály, június elsején Áswáni Miklós a rárói várnagy.
1550-ben Bakith Péter maga, családja, és néhai Pál testvére leánya, Angelika nevében 10000 aranyforintért elzálogosította a rárói várkastélyt és szigetközi birtokait Csábrági Pálffy Péternek, hogy Holics várát és a sassini kastélyt megvehesse. 1559-ben elhunyt Bakics Péter. Révay Mihály és Czobor Imre mint Bakith örökösök a zálogba vetett rárói várat visszaváltották Pálffy Pétertől. 1594. szeptember 9. után a törökök felégették a Szigetközt. Ráró, és a rárói vár elpusztult, lakói elmenekültek.
1611. március 4-én Czobor Márton nevében Szávay Tamás szolgabíró intette a Ráró várához tartozó birtokrésze megszerzésétől Czobor Mihályt és Imrét, Bakics Pétert és Héderváry Istvánt. 1652-ben a Győr vármegyei nemesi közgyűlés a rárói vár várnagyává Pápay Bálintot nevezte ki. 1659-ben gróf Nádasdy Ferenc jogot formált a rárói várra.
1685. november 7-én I. Lipót új birtokadományt bocsátott ki a rárói várra. Az új birtokos Maholányi János, a magyar kancellária titkára, királyi tanácsos. Előző birtokosok czoborszentmihályi Czobor Orsolya és férje Kéry János, Szelepcsényi György Kalocsa-Bácsi érsek, Dékány Márton.

#### A vár 1658. évi leltára
1658. november 26-án felmérték a várat. Az emeletes várkastély kapujától (mely a rárói úttal szemben állott) balra eső rész a Jakus családé, a jobb oldali rész a Révay családé. A bejárathoz legközelebb eső helyiség a lisztesház volt. A mellette levő házban két asztalt, három nyoszolyát, két karszéket, egy rabtartó láncot, egy fekete parasztkemencét sorolt fel a leltár. Majd ezután több szoba szerepelt, melyek alatt pincét találtak. Ezután egy új házról is szó volt, több szobával, pincével, kápolnával, s az e fölötti szobával.

### A rárói kastély
1685-1748 közt a rárói várat (várkastélyt) ismeretlen időpontban átépítették kastéllyá. 1748-ban a rárói uradalmat nagyapponyi gróf Apponyi Lázár eladta czoborszentmihályi Czobor József grófnak. A rárói kastély út felőli homlokzata előtt álló Nepomuki Szent János szobrot 80 forintért vette meg Apponyitól gróf Viczayné bellatinczi báró Ebergényi Eszter, s vitte át Hédervárra. 1772-ben birtokmegosztás révén szlavniczai báró Sándor Antalné loósi és hédervári gróf Viczay Eszteré lett a rárói uradalom. Az 1780-as évekbeli I. katonai felmérés térképén ábrázolják a rárói kastélyt. 1784-től özvegy gróf Viczayné báró Ebergényi Eszter a lányánál, a rárói kastélyban élt. 1787-ben a rárói kastély tulajdonosa báró Sándor Antal grófi címet nyert II. Józseftől.
1796-ban a Magyarország földrajzi leírása című könyvében írta Vályi András: "Ráró. Magyar falu Győr megyében, földes ura gr. Sándor uraság, á kinek kastéllyával ékesíttetik."
1815-ben a hédervári és rárói uradalom térképén, 1838-ban a rárói határnak a térképén ábrázolják a kastélyt. A II. katonai felmérés 1840-es évekbeli térképén a kastély mellett a parkot sétautakkal ábrázolták. 1851-ben Magyarország geográphiai szótára című művében írta Fényes Elek: "Ráró. Magyar falu Győr vármegyében Hédervárhoz, és az Öreg-Dunához közel. Gr. Sándor Móricz a földesura, szép kastélya és kertje." 1847-ben a rárói és zsejkei uradalmat a kastéllyal együtt megvette gróf Sándor Mórictól hodosi és kizdiai báró Sina János. 1869-ben báró Sina Simon örökölte. 1876-ban herceg De Castries-Languedoc De La Croix Ödönné Sina Iphigénia bárónő lett a tulajdonos, aki 1885-ben eladta gróf Wenckheim Frigyesnek, és feleségének. 1890-ben a gróf Wenckheim család elbontatta a rárói kastélyt. A családnak Békés vármegyében volt sok birtoka, ezért oda költöztek, és az általuk Szabadkígyóson építtetett kastélyban éltek. Így a rárói kastély felújítására és fenntartására nem akartak pénzt költeni.

### A kastély kápolnája
A vár 1658 évi leltáránál már említették a kápolnát. Az 1773 évi egyházlátogatási jegyzőkönyv szerint a kastély kápolnája 8 öl (15,20 méter) hosszú, 4 öl (7,60 méter) széles, és 7 öl (13,30 méter) magas. Egy oltárán a felfeszített képe volt látható. Kapuja volt az utca felé is. 1780-ban Batthyány József esztergomi érsek, hercegprímás, látogatásakor nyilvánosnak jelentette ki, így ez időtől fogva Ráró lakossága is részt vehetett a miséken. 1846-ban színes főoltárán a 14 segítő szentnek a képe volt látható. 1890-ben a kastélyt, és így a kastélyban lévő kápolnát lebontották.

### A kastély helye
Az 1890-ben lebontott rárói kastély anyagából felépítették 1901-ben a régi rárói iskolát. 1903-1904 közt a rárói Szent Rókus-templomhoz használták fel a kastély anyagát. 1963-ban az 1401. számú út ásványrárói átvezető szakaszán a Zsejkei-csatorna hídja után Hédervár felé új utat építettek, kiváltva ezzel a Hédervári utcát. Az új út pontosan a rárói vár, illetve kastély volt helyén vág keresztül. Az új út kivitelezése folyamán a kastély (és vár) földben levő alapjait teljesen vagy részben felszedték régészeti vizsgálat, feltérképezés nélkül. A terület régészeti átvizsgálása azóta sem valósult meg. A kastély pontos helyét, alakját és kiterjedését ugyanakkor a régi térképek ábrázolják. Napjainkban a kastély volt területén a Győri utca vezet át, kétoldalt házakkal. A lebontott rárói kastély volt parkja napjainkban Vadkert néven ismert erdős terület.